# Пем Зекман
Пем Зекман (*22 жовтня 1944, Чикаго) — американська журналістка та фігуристка. З 1981 року журналістка-слідча у WBBM-TV в Чикаго. Нагороджена двома Пулітцерівськими преміями за її репортажі для Chicago Tribune (1971—76) і Chicago Sun-Times (1976—81).

## Життєпис
Батько, Теодор Н. Зекман, був офтальмологом у Чикаго.
Випускниця Каліфорнійського університету, Берклі, Зекман пропрацювала понад 10 років газетною репортеркою перед тим, як працевлаштувалась на телебаченні. Відома своєю наполегливою слідчою діяльністю, включаючи розслідування справи щодо таверни «Міраж».
У молодості Зекман також була конкурентоспроможною фігуристкою, фінішувавши п'ятою у юнацьких одиночних змаганнях на чемпіонаті США 1961 року з фігурного катання.
Пем Зекман, разом з іншими особами WBBM, поліцейським репортером Джоном Драммоном, головним кореспондентом Jay Levine і репортером Лестером Голтом, з'явилася у фінальних сценах фільму The Fugitive. Вона з Джоном Драммондом також з'явилися в 1996 році у фільмі Chain Reaction.
Її першим чоловіком був окружний суддя США Джеймс Заґель . Пара розлучилася в 1975 році. Її другий чоловік, колишній газетяр Чикаго Рік Солл, помер 22 квітня 2016 року.